# John Trevor (talman)
Sir John Trevor, född omkring 1637, död den 20 maj 1717, var en walesisk advokat och politiker. 
Trevor var talman i underhuset 1685–1687 och 1689–1695. Hans andra ämbetsperiod som talman tog slut när han uteslöts ur underhuset på grund av att han tagit emot en avsevärd muta. Han förblev den senaste talman som tvingats bort tills Michael Martin avgick 2009.